# N’Yelwa (Madarounfa)
N’Yelwa (auch: In-Yaloua, Niélloua, Niéloua, Nielwa, N’Yalwa, Nyelwa) ist ein Dorf in der Stadtgemeinde Madarounfa in Niger.

## Geographie

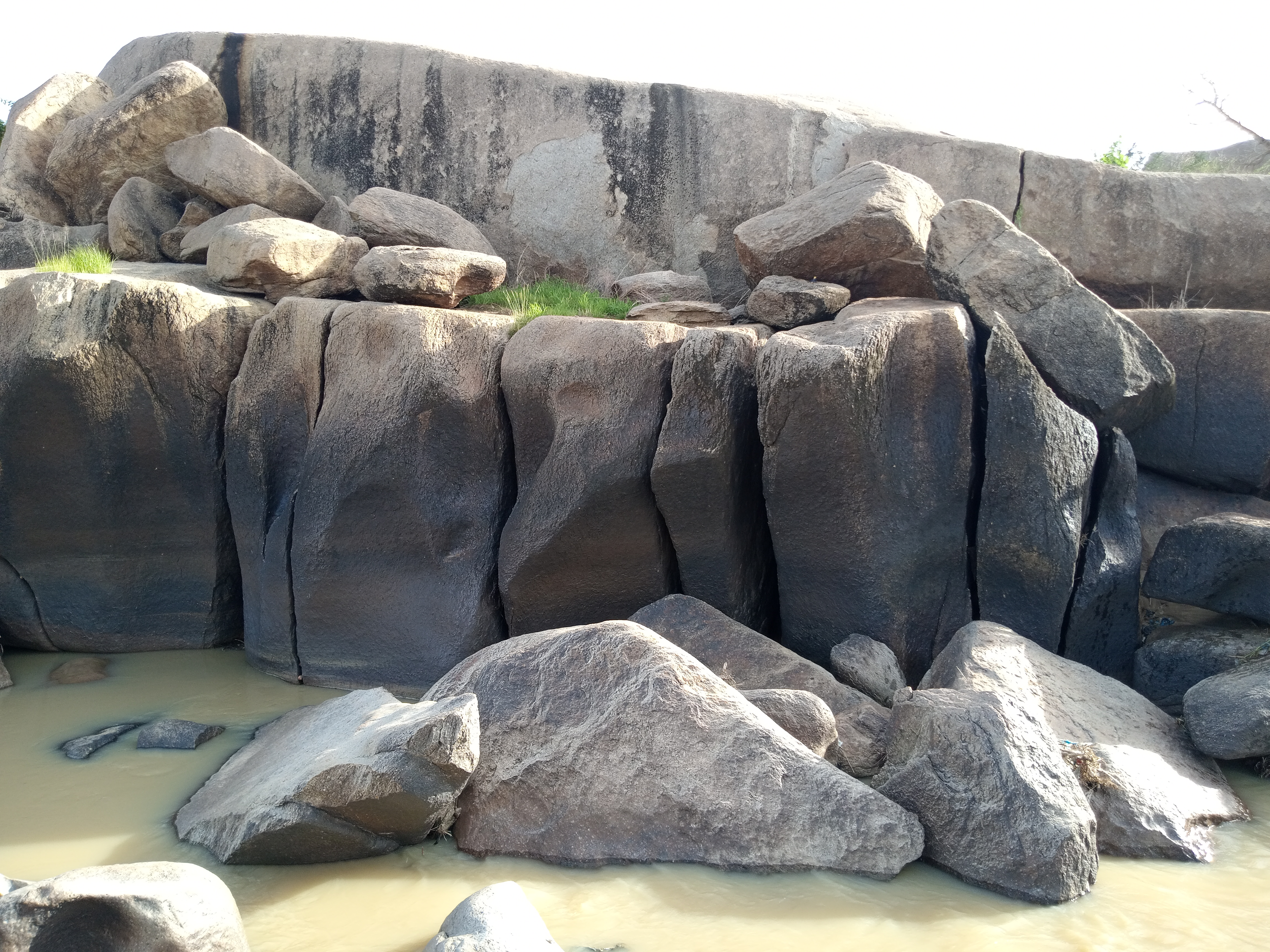
Felsen bei N’Yelwa (2023)

Das Dorf am linken Ufer des Trockentals Goulbi de Maradi, etwa drei Kilometer nördlich der Staatsgrenze zu Nigeria. Es befindet sich rund 16 Kilometer südlich des urbanen Zentrums von Madarounfa, der Hauptstadt des gleichnamigen Departements Madarounfa, das zur Region Maradi gehört. Zu den Siedlungen in der näheren Umgebung von N’Yelwa zählen Tsamey Kontamaoua im Norden, Dan-Issa im Nordosten, Farou im Südosten und Angoual Roumdji im Südwesten.
N’Yelwa ist Teil der Übergangszone zwischen Sahel und Sudan. Die durchschnittliche jährliche Niederschlagsmenge beträgt hier zwischen 500 und 600 mm.

## Geschichte
Während der Cholera-Epidemie von 2018, bei der bis Anfang September in der Region Maradi 2283 Infektionen und 42 Todesfälle erfasst wurden, richtete Ärzte ohne Grenzen Cholera-Behandlungszentren in N’Yelwa, dem Gemeindehauptort Madarounfa sowie in  Dan-Issa, Guidan Basso, Maraka, Safo, Sarkin Yamma, Tchida Fawa und Tibiri ein. Dort wurden insgesamt über 1600 Patienten behandelt.
Laut einer Erhebung vom September 2022 lebten in N’Yelwa 286 interne Vertriebene aus 40 Haushalten.

## Bevölkerung
Bei der Volkszählung 2012 hatte N’Yelwa 2455 Einwohner, die in 353 Haushalten lebten. Bei der Volkszählung 2001 betrug die Einwohnerzahl 1806 in 277 Haushalten.
Die Zone entlang des Trockentals gehört zu den am dichtesten besiedelten und zugleich zu den ärmsten Nigers, mit erhöhter Unterernährung.

## Wirtschaft und Infrastruktur
Es werden die Zwiebelsorten Blanc de Soumarana und Violet de Galmi angebaut, mit einer Ernte im Jahr. Im Dorf ist ein Gesundheitszentrum des Typs Centre de Santé Intégré (CSI) vorhanden. Der CEG N’Yelwa ist eine Schule der Sekundarstufe des Typs Collège d’Enseignement Général. Die Niederschlagsmessstation in N’Yelwa wurde 1961 in Betrieb genommen. Bereits seit den 1950er Jahren wurde eine Pegelstation des Goulbi de Maradi im Ort genutzt. Durch N’Yelwa verläuft die 54,4 Kilometer lange Nationalstraße 18 zwischen der Regionalhauptstadt Maradi und der Staatsgrenze zu Nigeria. Es handelt sich um eine einfache Erdstraße.